# Hukou
Hukou (em chinês: 户口; literalmente: "indivíduo doméstico") é um sistema de registro doméstico usado na República Popular da China (RPC) para, principalmente, controlar a migração em áreas urbanas, restringindo acesso da população rural a serviços públicos e incentivando a permanência nas áreas de origem. O sistema em si é mais propriamente chamado de huji (em chinês: 户籍; literalmente: "origem doméstica") e teve origem na China Antiga. Um registro familiar identifica oficialmente uma pessoa como residente permanente de uma área e inclui informações de identificação, como nome, pais, cônjuge e data de nascimento. O hukou também pode se referir a um registo familiar em muitos contextos, sendo que o registo doméstico é emitido por família e, geralmente, inclui nascimento, morte, casamentos, divórcios e movimentos de todos os membros de uma família.
O sistema descende, em parte, dos antigos sistemas chineses de registro doméstico. O hukou também influenciou sistemas semelhantes dentro das estruturas de administração pública de demais países asiáticos como Japão (koseki), Coreia do Sul (hoju) e Vietnã (hộ khẩu). Na Coreia do Sul, o sistema haju foi abolido em janeiro de 2008. Embora não tendo origens relacionadas, o propiska na União Soviética e registro de residentes na Rússia tinha um propósito semelhante e serviu como modelo para o hukou da RPC atual.
Devido à sua conexão com programas sociais do governo, que atribui benefícios com base no status de residência agrícola (rural) e não agrícola (urbano), o hukou é às vezes comparado a uma forma de sistema de castas. Tem sido a fonte de muita desigualdade ao longo das décadas desde o estabelecimento da RPC em 1949, como os residentes urbanos já tendo recebido benefícios que variavam de aposentadorias à educação e cuidados médicos, enquanto os cidadãos rurais foram muitas vezes deixados para cuidar de si mesmos. Desde 1978, o governo central empreendeu pequenas reformas do sistema em resposta a protestos e a um sistema econômico em mudança.